# Кошула
Кошула (рум. Coșula) — село у повіті Ботошані в Румунії. Входить до складу комуни Кошула.
Село розташоване на відстані 358 км на північ від Бухареста, 15 км на південний схід від Ботошань, 80 км на північний захід від Ясс.

## Населення
За даними перепису населення 2002 року у селі проживали 1223 особи.
Національний склад населення села:
| Національність | Кількість осіб | Відсоток |
| -------------- | -------------- | -------- |
| румуни         | 1158           | 94,7%    |
| цигани         | 65             | 5,3%     |

Рідною мовою назвали:
| Мова      | Кількість осіб | Відсоток |
| --------- | -------------- | -------- |
| румунська | 1159           | 94,8%    |
| циганська | 64             | 5,2%     |